# 大鲣鸟属
大鲣鸟属 (学名：拉丁語：)是隸屬於鰹鳥科的海鳥。塘鵝是頭大黃的白色大鳥。具有黑色的翅膀和長喙。塘鵝是北大西洋最大的海鳥，翼展最大為兩米。巴斯岩為北半球最大的塘鵝棲息地，島上擁有超過 150,000 隻塘鵝。其他兩個物種出現在南部非洲，澳大利亞南部和新西蘭附近的溫帶海域。
塘鵝通過從高處跳入海中並在水下追捕獵物來捕撈魚類，並具有多種適應能力：
- 他們沒有外在的鼻孔。它們位於嘴裡。
- 它們在皮膚下的臉部和胸部有氣囊，就像氣囊包裝一樣，可以緩沖水的衝擊。
- 他們的眼睛在臉部的位置足夠遠，可以進行雙目視覺，從而可以準確地判斷距離。
- 塘鵝可以從三十米的高度潛水，擊中水面時可以達到一百公里的速度，使它們能夠比大多數空中鳥類更深地捕撈魚。

塘鵝假定的可以吃大量魚的能力導致“塘鵝”成為食慾旺盛的人的描述。

## 配合和嵌套
塘鵝是島嶼和海岸上的繁殖者，通常會產下一個藍色的卵。他們沒有孵卵斑，只能用蹼來加熱卵进行孵化。 牠們在5歲左右便成熟，而在第一年時是全黑的，隨著亞成年羽毛顯現出越來越多的白色。

## 北部塘鵝
北部塘鵝最重要的築巢地是英國，約有世界总数的三分之二。 它们主要生活在蘇格蘭，包括設得蘭群島。 世界上其他北塘鵝在加拿大，愛爾蘭，法羅群島和冰島築巢，在法國（它們經常在比斯開灣可見），海峽群島，挪威和在加拿大的一個殖民地很少 黑尔戈兰岛上的德國。 北塘鵝最大的殖民地在福斯峽灣的蘇格蘭巴斯岩石上。 2014年，這個殖民地大約有75,000對 
。蘇拉斯吉爾位於劉易斯島，聖基爾達島，彭布羅克郡的格拉斯霍姆岛，約克郡的东約克郡，愛爾蘭的斯克雷格岛和魁北克的博訥島附近，也是北部塘鵝的重要繁殖地。

## 系統學與進化

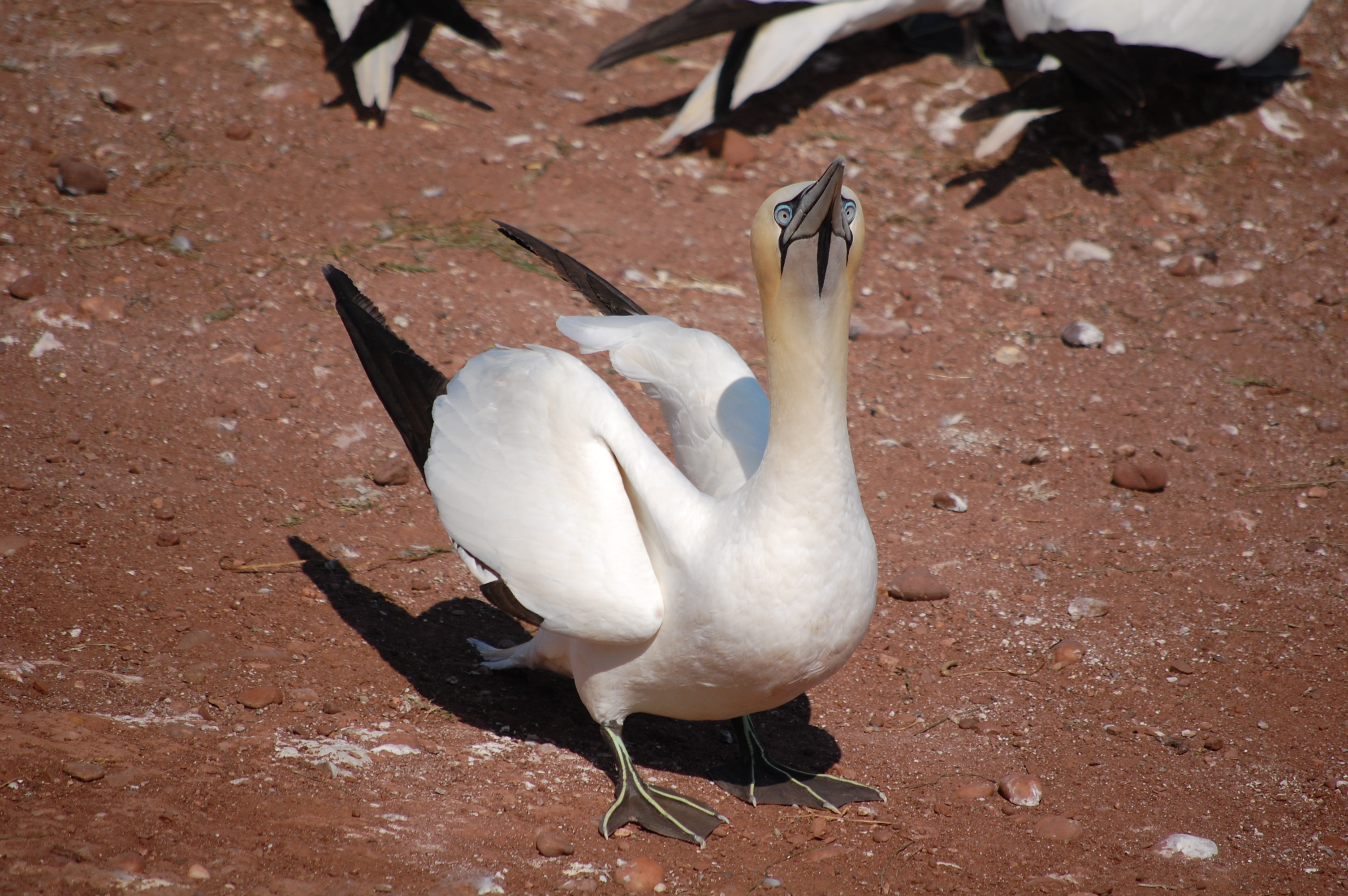
博訥島的北部塘鵝.

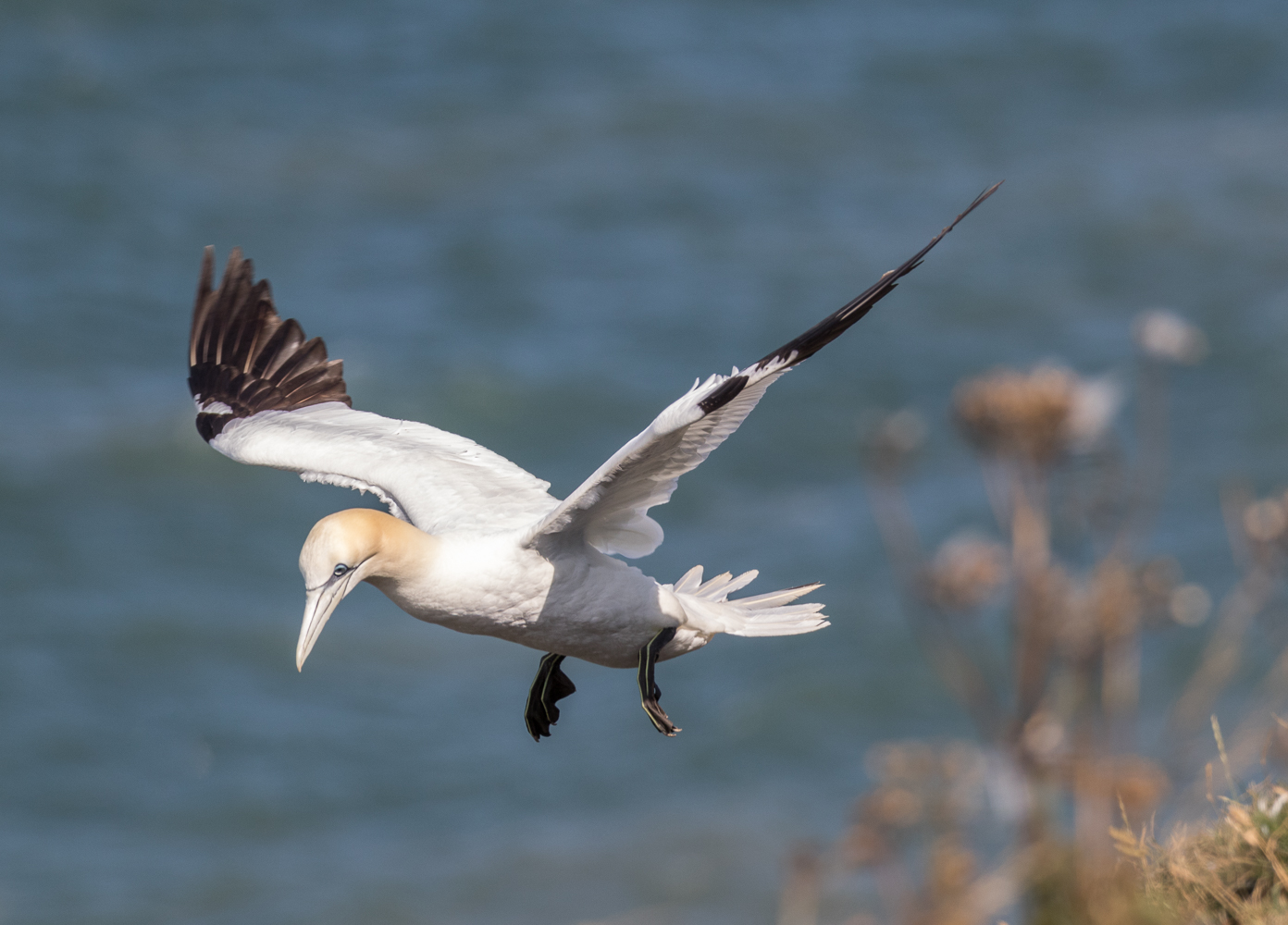
英國約克郡的塘鵝.

| 圖片 | 科學名稱       | 俗名     | 分配                                                   |
| ---- | -------------- | -------- | ------------------------------------------------------ |
|      | Morus bassanus | 北方塘鹅 | 受灣流影響的海岸北大西洋                               |
|      | Morus capensis | 南非鲣鸟 | 南部非洲位於納米比亞附近的三個島嶼和南非附近的三個島嶼 |
|      | Morus serrator | 澳洲鲣鸟 | 新西蘭，維多利亞州和塔斯馬尼亞州的海岸                 |

## 外部鏈接
- 互聯網上的塘鵝視頻 （页面存档备份，存于）